# 小坂秀二
小坂 秀二（こさか ひでじ、1918年3月16日 - 2003年4月6日）は、日本の歯科医、相撲評論家、著作家、アナウンサー。
太平洋戦争で軍医として徴用され終戦まで中国の陸軍病院に勤務。その後NHK・TBSで相撲等でスポーツアナウンサーとして活躍。1974年にアナウンサーを引退。1975年に歯科医に復帰後は、相撲評論家・著作家としても活動し、「柏鵬時代」の命名者でも知られる。

## 生涯
東京府東京市本所区（現・東京都墨田区）出身。幼年期から相撲になじみ、学生時代が双葉山の全盛と重なっていたこともあって、さらに没頭する。
東京高等歯科医学校卒業。卒業後、歯科医となる。
東京高等歯科医学校時代、翌日に解剖学の大事な卒業試験を控え猛勉強中に「双葉山70連勝ならず!」の一報が入り、その衝撃で試験のことが頭に入らなくなり、翌日、追試験覚悟で臨んだところ、厳格で知られる試験官の藤田恒太郎教授が相撲好きの人で、「小坂君、双葉山負けたね!」といきなり話をふられた。試験時間の大部分が双葉山の会話に費やされ、あとは簡単な口答試験だけで乗り切ることが出来た、という。この藤田教授には後年、相撲の席を案内して大変喜ばれ、またやはり後年、この時のエピソードを双葉山（その時点では時津風）に話したところ、双葉山は「少しは人の役にも立ったんだ」と笑って応えたという。

### 第一次歯科医時代
卒業後歯科医になる。太平洋戦争で軍医として徴用され終戦まで中国の陸軍病院で勤務していたが、特例で許された休暇を使って本土へ帰還、1943年（昭和18年）5月場所（夏場所）を観戦、この場所に全勝優勝した双葉山の完成した土俵に感銘を受け、以後、終生相撲を愛することにつながったという。

### アナウンサー時代
終戦を期に、何かしら相撲にかかわる職業につきたいとアナウンサーへの転向を決意。1947年（昭和22年）、NHKに入局（同期には北出清五郎、坂本荘、中村要輔）。面接試験で「歯科医のような立派な資格があるのに、なぜアナウンサーになりたいのか?」と問われ、「今まで他人の口で稼いできたので、これからは自分の口で稼ぎたいのです」と答えた。
1952年（昭和27年）3月、それまで勤務していた大阪中央放送局から近江正俊（NHK名古屋中央放送局）、坂本、中村とともにラジオ東京（KR→KRT。後のTBS）へ移籍し、KR草創期のスポーツ放送を支えることとなった。大相撲中継では解説者の天竜三郎と名コンビと言われた。また、スポーツ以外でも心臓病手術の模様（後述参照）や1953年9月6日のスバル座火災において実況を担当した。
1961年（昭和36年）12月にボイス・オブ・アメリカ（VOA）へ出向し、1963年（昭和38年）12月にTBSの編成局アナウンス部へ復帰。その後、企画局企画室（1964年2月）→報道局解説室委員（同8月）→報道局報道庶務部（1967年4月）を経て、1967年11月15日にはアナウンサー研修室の設置に伴い同室長兼総務局付へ就任した。1972年（昭和47年）2月にティ・ビー・エス不動産へ出向し、1973年（昭和48年）3月にTBSを定年退職。1974年にアナウンサーを引退。1975年に歯科医に復帰。
VOA出向からの復帰後は、スポーツ実況の一線から退いたが、解説室委員時代の1965年3月から1966年3月までは大相撲中継の解説者を務めた。

### 第二次歯科医・相撲評論家・著作家時代
TBS退職後は1975年に歯科医に復帰し、相撲評論家・著作家としても活動する。歯科医としては1989年に歯科診療所長を経て、自宅に総合医事研究所を開設し所長に就任し、患者の悩み事相談を受け付け、患者・医師会・厚生労働省（厚生省）の意志疏通を執り、歯科医療を扱う執筆活動を行う。相撲評論家・著作家としては相撲評論をはじめ、囲碁を扱う執筆活動を行う。相撲に関する著書や寄稿を膨大な数執筆し、双葉山から“若貴”までの歴代横綱のほぼ全員と面識があったという。著書の中で、柏戸と大鵬の「柏鵬時代」の語を最初に考えたのは自分だったと称している（曰く「柏鵬時代　使用随意」と大書した紙を国技館の記者控え室に貼りだした）。
評論は「双葉山を絶対視し過ぎだ」という声もあるほど双葉山信仰の厚いものであった。「双葉山の相撲を（この目で直接）見たことのない人は気の毒だ」「また双葉山ですか、といわれるのは私の喜びとするところだ」と語っている（ただし、神格化については否定している）。現役大関（例：小錦、武蔵丸）の土俵態度をとり上げて「横綱の資格無し」と断じたり、横綱審議委員会不要論を展開したり、双葉山を理想視するあまり過激な論調になることもあった。一方で貴乃花を双葉山の再来と評価し、「品格がある」と称えていた。
相撲の取り口も双葉山信仰の表れとして右四つ左上手を横綱のあるべき型として絶対視し、大鵬のことを「型が無い」と批判していた。
信条としては、「自分の目で見たことのない力士については書かない」「（自分が見た中で）大力士と呼べるのは双葉山だけ」「数字よりも内容重視」「2場所連続優勝、即横綱ではない」「無気力相撲かどうかは、あくまで土俵上の内容だけで判断する。裏に回って邪推することはしない」「横綱になれない力士を大関にするな」などがあった。
また、横綱に対して「第〇〇代横綱」と代位を付けて呼称することに対しても「何代目と呼ぶのは、先代が死去したり引退して名跡を引き継ぐ場合だ。正しくは〇〇番目の横綱と呼ぶべきだ」との持論を持っていた。
読売新聞社発行の雑誌『大相撲』では場所後総評座談会の常連でもあり、同誌上で『相撲探求』などを連載していた。
2003年4月6日午後9時30分、胃がんのため東京都内の自宅で死去した。85歳没。

## 詳細情報

### 出演番組
※特記ない限り、1955年3月までの出演はラジオ番組。
- 大相撲中継（NHK、KR/KRT/TBS）
  - 1953年9月にテレビ試験放送で近江とともに実況を担当（解説：天龍三郎）[15]。
  - 1955年5月15日…テレビ中継開始当時の実況担当（他の担当は近江と吉川久夫。解説は秀ノ山）[16]
  - ラジオ中継（1953年9月場所 - 1956年3月場所[17]、1959年11月場所 - 1961年…実況[17]、1965年3月場所 - 1966年3月場所…解説）
- プロ野球中継
  - NHKプロ野球（タイトルは1995年以降のもの）
  - 東芝ナイター／木曜ナイター（TBSラジオ。1952年3月12日、KR初の中継である読売ジャイアンツ対毎日オリオンズ定期戦で実況を担当[18]。タイトルは、実況から退く1961年当時レギュラー編成していた中継のもの[19]）
  - 侍プロ野球（TBSテレビ。タイトルは2012年以降のもの）
- プロボクシング中継（KR移籍後）
  - 1952年5月19日…世界フライ級タイトルマッチ ダド・マリノ対白井義男戦[20]
- メルボルンオリンピック中継（1956年11月22日） - 渡辺謙太郎と共に実況担当[21]。
- マイクは探る〜救われた小さな命〜（1952年6月17日、21:40-22:00） - 安田一雄（KRアナ）の長男（当時5歳）が心臓病（ボタロー支動脈管開存症）の手術を受ける模様を実況[9]。
- 日本の素顔「神これを癒し給う―心臓外科手術の記録」（ラジオ。1955年）[8]
- ニュースの目（テレビ。1964年）[9][8]
- スポーツの広場（ラジオ。1965年）[9][8]

### ビブリオグラフィ

#### 著書
- がちんこ相撲 だれが現代の双葉山か（1974年、いんなあとりっぷ社）
- 栃若時代 二人の名力士にみる大相撲戦後昭和史（1988年9月、光人社）ISBN 4769803974
- いい歯医者と悪い歯医者 歯医者だから見抜ける（1991年1月、主婦の友社〈主婦の友健康ブックス〉）ISBN 4079364407
- 我が回想の双葉山定次（1991年9月、読売新聞社）ISBN 4643910933
- 貴ノ花 大関への軌跡（1993年3月、冬青社）ISBN 4924725161
- 昭和の横綱（1993年12月、冬青社）ISBN 4924725196
- 歯の治療悩みと不安相談実例集（1994年3月、主婦の友社〈主婦の友健康ブックス〉）ISBN 4072141267
- 大相撲ちょっといい話（1995年1月、文藝春秋〈文春文庫〉）ISBN 4167395029
- 横綱貴乃花光司 六十五人目（1995年1月、冬青社）ISBN 4924725234
- 上手な初心者 パート2 囲碁の楽しさに魅せられたあなたに（1998年12月、日本棋院〈日本棋院の囲碁読本 第3巻〉）ISBN 481820417X

1997年12月に刊行された『上手な初心者  ルールブックの次に読む本』〈日本棋院の囲碁読本 第1巻〉ISBN 4818204161の続編にあたる。
- 伝説の名横綱双葉山 六十九連勝全記録（1999年12月、中央公論新社〈中公文庫〉）ISBN 4122035589
- これならわかる囲碁入門（2000年1月、日本棋院〈日本棋院の囲碁読本 第6巻〉）ISBN 4818204420
- 歯医者さん直伝!よい歯医者選びの新・常識（2000年6月、冬青社〈イルカbooks〉）ISBN 492472548X

#### 共著
- 北出清五郎、小坂秀二『大相撲もしもの名勝負百一番 激突!古今の名力士最強はだれ!?』エンタプライズ発行・産学社発売、1985年12月。ISBN 4782520131。
- 小坂秀二、北出清五郎、芳賀綏『話し上手になるための本 プロが語る』TBSブリタニカ、1989年8月。ISBN 4484892189。

#### 翻訳
- M.H.マコーマック『パーマーは攻撃する』小坂 秀二（訳）、タイム〈タイムライフブックスシリーズ〉、1968年。全国書誌番号:68005091。

#### 連載記事
- 囲碁と大相撲（『碁ワールド』1999年10月号 - 2001年6月号）
- 相撲探求（『大相撲』）